# Aparat
Aparat (на персийски: آپارات, Âpârât) е ирански сайт за видео споделяне и онлайн социална мрежа, създадена през 2011 г. от технологична компания „Саба Идея“. Седалището му е разположено в Техеран, Иран. Той е най-посещаваният сайт за видеосподеляне в Иран, предлагайки разнообразно съдържание в различни жанрове, като развлечения, образование и новини. Има над 60 милиона потребители на месец, 21 милиона преглеждания на страници на ден и около 7,6 милиарда преглеждания на година. През 2011 г. Aparat е определен за най-добър сайт за филми.